# Nealchornea yapurensis
Nealchornea yapurensis är en törelväxtart som beskrevs av Huber. Nealchornea yapurensis ingår i släktet Nealchornea och familjen törelväxter. Inga underarter finns listade i Catalogue of Life.